# Portugaleser

Portugaleser, 35 g Gold, Hamburg 1574

Portugaleser oder auch Portugalöser ist die Bezeichnung für die vor allem in Norddeutschland und im Ostseeraum verbreitete Nachahmung der portugiesischen Goldmünze Portuguez.
Die meisten dieser Münzen wurden von 1553 an in der Hamburger Münzstätte geprägt. Es gab ganze, halbe und Viertel-Stücke. Da nach der Augsburger Reichsmünzordnung von 1559 im Deutschen Reich nur mehr Gulden und Dukaten als Goldmünzen zugelassen waren, kamen die Portugaleser Mitte des 17. Jahrhunderts allmählich außer Gebrauch und wurden ab 1676 nur mehr als Medaillen, die dem Wert von 10 Dukaten entsprachen, ausgeprägt.
Seit 1956 werden Portugaleser in Gold als Ehrenmedaille der Hansestadt Hamburg zum Beispiel für besonderes ehrenamtliches Engagement oder an ausländische Staatsgäste verliehen. 
Der Portugaleser „Bürger Danken“ in Silber wurde bis 2012 jährlich auf dem Bürgertag vom Zentralausschuss Hamburgischer Bürgervereine von 1886 an Personen verliehen, die sich im Bereich von Öffentlichem Wirken, Wissenschaft, Kunst, Wirtschaft oder Medien um das Wohl Hamburger Bürger besonders verdient gemacht haben. Der silberne Portugaleser wird als symbolischer Dank gegeben. Er soll die genannten Bereiche auch erinnern, die Bedürfnisse der Bürger nicht zu vergessen.
Der Portugaleser „Bürger Danken“ in Bronze wurde bis 2012 jährlich Mitgliedern von Bürgervereinen verliehen, die sich als solche durch hervorragende Arbeit innerhalb oder außerhalb ihrer Vereine um das Wohl Hamburger Bürger bemüht haben, und Vereinen, die viele Jahre hindurch für das Wohl Hamburger Bürger gearbeitet haben.